# ヘンリー・キャヴェンディッシュ (第2代ニューカッスル公)

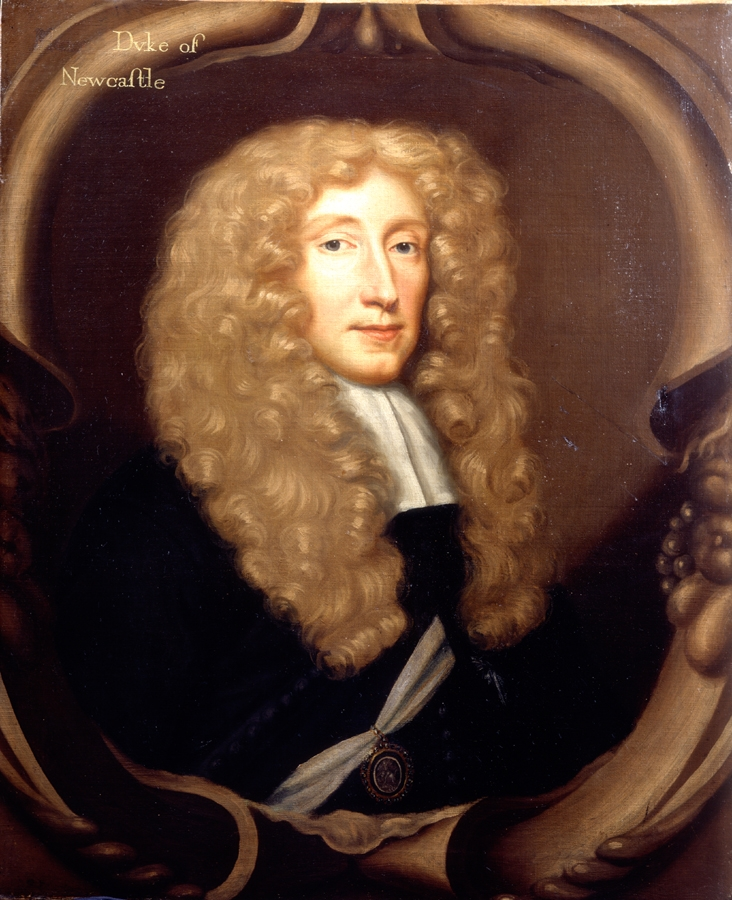
第2代ニューカッスル＝アポン＝タイン公ヘンリー・キャヴェンディッシュ

第2代ニューカッスル＝アポン＝タイン公爵ヘンリー・キャヴェンディッシュ（Henry Cavendish, 2nd Duke of Newcastle-upon-Tyne, KG, PC, 1630年6月24日 - 1691年7月26日）は、イングランドの貴族。初代ニューカッスル公ウィリアム・キャヴェンディッシュとエリザベス・バセットの息子。作家のジェーン・キャヴェンディッシュとエリザベス・エジャートンは姉。
父と共に王政復古ステュアート朝に忠誠を誓い、宮廷で顕職を与えられた。1660年から1662年まで王室衣装係を、1662年から1668年まで寝室侍従を務めた。
また庶民院議員にも選出され、1660年の仮議会ではダービーシャー選挙区から、翌1661年の騎士議会ではノーサンバーランド選挙区から選出された。
3人の兄弟が早世したため1676年の父の死後爵位を継承した。同時に貴族院へ移り、ヨーク公ジェームズ（後のジェームズ2世）の王位排除法案に反対、1677年にガーター勲章を授与された。しかし名誉革命後は政治に関わらず、年9000ポンドに上ると言われた所領からの収入で余生を送り、1691年に61歳で亡くなった。
息子に先立たれたためキャヴェンディッシュ家は断絶、遺言で全所領は妻フランシスに、死後は第4代クレア伯爵ジョン・ホリスに嫁いでいた四女マーガレットに継承されることになった。遺言で指名されなかった五女キャサリンと夫の第6代サネット伯爵トマス・タフトンは異議を唱えたが、遺言通りに所領はフランシスからマーガレット夫妻に受け継がれ、クレア伯も1694年に新設の形でニューカッスル公を叙爵された。

## 子女
1652年にウィリアム・ピアポントの娘フランシスと結婚、6人の子を儲けた。
- エリザベス（英語版）（1654年 - 1734年） - 第2代アルベマール公爵クリストファー・マンクと結婚、初代モンタギュー公爵ラルフ・モンタギュー（英語版）と再婚
- ヘンリー（1659年 - 1680年） - オグル伯爵、父に先立ち死去
- フランセス（1660年 - 1690年） - 第2代ブレダルバン＝ホランド伯爵（英語版）ジョン・キャンベルと結婚
- マーガレット（英語版）（1661年 - 1715年/1716年） - 第4代クレア伯爵ジョン・ホリスと結婚
- キャサリン（1665年 - 1712年） - 第6代サネット伯爵トマス・タフトン（英語版）と結婚
- アラベラ（1673年 - 1698年） - 第3代サンダーランド伯爵チャールズ・スペンサーと結婚